# Periscelis fasciata
Periscelis fasciata är en tvåvingeart som beskrevs av Wayne N. Mathis 1993. Periscelis fasciata ingår i släktet Periscelis och familjen savflugor.
Artens utbredningsområde är New South Wales. Inga underarter finns listade i Catalogue of Life.